# Harvey Barnes
Harvey Lewis Barnes (sinh ngày 9 tháng 12 năm 1997) là một cầu thủ bóng đá chuyên nghiệp người Anh, chơi ở vị trí tiền đạo cánh cho câu lạc bộ Ngoại hạng Anh Newcastle United.

## Thống kê sự nghiệp
Tính đến ngày 20 tháng 9 năm 2020
| Câu lạc bộ                  | Mùa giải            | Premier League      | Premier League | Premier League | FA Cup | FA Cup | EFL Cup | EFL Cup | Khác | Khác | Tổng cộng | Tổng cộng |
| Câu lạc bộ                  | Mùa giải            | Hạng                | Trận           | Bàn            | Trận   | Bàn    | Trận    | Bàn     | Trận | Bàn  | Trận      | Bàn       |
| --------------------------- | ------------------- | ------------------- | -------------- | -------------- | ------ | ------ | ------- | ------- | ---- | ---- | --------- | --------- |
| Leicester City              | 2016–17             | Premier League      | 0              | 0              | 0      | 0      | 0       | 0       | 1    | 0    | 1         | 0         |
| Leicester City              | 2017–18             | Premier League      | 3              | 0              | 2      | 0      | —       | —       | —    | —    | 5         | 0         |
| Leicester City              | 2018–19             | Premier League      | 16             | 1              | 0      | 0      | —       | —       | —    | —    | 16        | 1         |
| Leicester City              | 2019–20             | Premier League      | 36             | 6              | 3      | 1      | 3       | 0       | —    | —    | 42        | 7         |
| Leicester City              | 2020–21             | Premier League      | 2              | 1              | 0      | 0      | 0       | 0       | 0    | 0    | 2         | 1         |
| Leicester City              | Tổng cộng           | Tổng cộng           | 57             | 8              | 5      | 1      | 3       | 0       | 1    | 0    | 66        | 9         |
| Leicester City U23/U21      | 2016–17             | —                   | —              | —              | —      | —      | —       | —       | 4    | 0    | 4         | 0         |
| Leicester City U23/U21      | 2017–18             | —                   | —              | —              | —      | —      | —       | —       | 1    | 0    | 1         | 0         |
| Leicester City U23/U21      | Tổng cộng           | Tổng cộng           | —              | —              | —      | —      | —       | —       | 5    | 0    | 5         | 0         |
| Milton Keynes Dons (mượn)   | 2016–17             | League One          | 21             | 6              | —      | —      | —       | —       | —    | —    | 21        | 6         |
| Barnsley (mượn)             | 2017–18             | Championship        | 23             | 5              | —      | —      | 2       | 0       | —    | —    | 25        | 5         |
| West Bromwich Albion (mượn) | 2018–19             | Championship        | 25             | 9              | 0      | 0      | 2       | 0       | —    | —    | 27        | 9         |
| Tổng cộng sự nghiệp         | Tổng cộng sự nghiệp | Tổng cộng sự nghiệp | 126            | 28             | 5      | 1      | 6       | 0       | 6    | 0    | 144       | 29        |

## Danh hiệu
Leicester City
- FA Community Shield: 2021[4]

Newcastle United
- EFL Cup: 2024–25[5]

U18 Anh
- Toulon Tournament: 2017[6]